# Метакогниция
Метакогниция или метапознание (meta – над, отвъд) е „познание за познанието“, „мислене върху самия когнитивен процес“, „мислене относно мисленето“ или „знание за знанието“ . Може да има различни форми: например включва знания за това кога и как да се използват конкретни стратегии за учене или за решаване на проблеми . Има обикновено два компонента на метапознанието: знание за познавателните и съответно когнитивни процеси, и възможности, както и регулирането на тези когнитивните процеси .
Метапаметта се дефинира като знание за паметта и подходите и стратегиите на запомняне в мнемониката; това е особено важна форма на метакогниция .

## Компоненти
1. Декларативно познание: отнася се до знанието и разбирането на индивида като учащ и това какви фактори влияят върху неговото представяне. Декларативното познание може да бъде наречено и „познание за света“ [4] (виж епистемология).
2. Процедурно знание: това е знание за това как нещата се правят. Този тип знание се представя като евристика и стратегии [2]. Високо ниво на процедурно знание може да позволи на индивидите / машините да извършват задачите по-автоматично, като това се постига чрез голямо разнообразие от стратегии имащи добра степен на ефективен достъп към тях [5].
3. Кондиционално познание: това, което се отнася до условията и зависимостите от условията, това е знанието кога и защо да се използва декларативно или процедурно познание [6] Което от своя страна позволява на познавателните стратегии и извършването на задачите да става по-ефекктивно [7]

## Други термини
Метаразбиране е тип метакогниция, която включва знание за коя версия на възприеманата информация е вярна и коя е невярна.
Стилове на учене се отнасят до различните теории, които се използват при различните подходи на учене.